# Тедді Тамго
Тедді Тамго (фр. Teddy Tamgho; нар. 15 червня 1989) — французький легкоатлет, який спеціалізувався на потрійному стрибку.

## Спортивні досягнення
Чемпіон світу з потрійного стрибку (2013). Фіналіст (11-е місце) змагань з потрійного стрибку на чемпіонаті світу (2009).
Бронзовий призер чемпіонату світу в приміщенні з потрійного стрибку (2010).
Чемпіон Діамантової ліги з потрійного стрибку (2010).
Чемпіон світу серед юніорів з потрійного стрибку (2008).
Бронзовий призер чемпіонату Європи з потрійного стрибку (2010).
Чемпіон Європи в приміщенні з потрійного стрибку (2011). Фіналіст (4-е місце) чемпіонату Європи в приміщенні зі стрибків у довжину (2011).
Призер змагань з потрійного стрибку на командних чемпіонатах Європи (2010, 2013).
Чемпіон Франції з потрійного стрибку (2009, 2010, 2013, 2016).
Чемпіон Франції в приміщенні з потрійного стрибку (2008, 2009, 2011, 2016).
Ексрекордсмен світу в приміщенні з потрійного стрибку — 17,90 (2010), 17,91 (2011), 17,92 (2011, двічі).

## Допінг
Упродовж 2014—2015 відбував річну дискваліфікацію за порушення антидопінгових правил через пропуск трьох позазмагальних допінг-тестів.